# ADMK Mulus
Die Motor-Karrette ADMK war ein Rad-Ketten-Fahrzeug des Österreichischen Bundesheeres, welches ab 1937 zur Truppe kam.

## Entwicklung
Im Jahr 1933 erhielt die Firma Austro-Daimler von der österreichischen Heeresleitung den Auftrag, einen Transporter zu konstruieren und zu bauen. Dieser sollte Soldaten und Munition transportieren und leichte Feldartillerie ziehen können. Die österreichischen Ingenieure unter Leitung der Hauptingenieure Reimspieß und Hacker brauchten ein Jahr, um das Fahrzeug zu entwickeln. 1934 wurde der Entwurf des ADMK (Austro-Daimler Motor-Karrette) vorgestellt und 1935 wurden die ersten Muster gebaut.
Das Außergewöhnliche an diesem Design war, dass das Fahrzeug für mehrere Betriebsarten eingerichtet war. Es konnte sowohl als „Nur-Kettenfahrzeug“, als Halbkettenfahrzeug oder als Radfahrzeug betrieben werden. Die am Fahrzeug vormontierten Räder erlaubten je nach Art der Montage die verschiedenen Betriebsarten. Das Sd. Kfz. 254 hat ähnliche Möglichkeiten zu den Betriebsmodi.
1935 wurde der erste Prototyp zur Erprobung vorgestellt. Die Grundeigenschaften entsprachen den Anforderungen des Militärs, auch wenn der Wechsel von Kette zur Rad und umgekehrt noch manuell erfolgen musste. Im gleichen Jahr begann die Serienproduktion. Die ersten Serienmodelle wurden allerdings erst 1937 an die Armee ausgeliefert.

## Produktion
Von 1935 bis 1938 wurden vom ADMK 334 Exemplare für die österreichische Armee produziert. 1938, mit dem Anschluss Österreichs wurde die Produktion eingestellt.

## Technische Beschreibung
Das Fahrzeug ist ein Halbkettenfahrzeug. Die Vorderachse ist blattgefedert und mit gummibereiften Rädern versehen, wohingegen die Hinterachse sowohl ein Kettenlaufwerk als auch konventionelle Räder hat. Beim Kettenlaufwerk befand sich vorne je ein Antriebsrad und hinten je ein Spannrad. Die Kettenglieder bestanden aus Stahl. Je zwei kleine Rollen stützten die Kette bei der Rückführung. Das Serienmodell hatte bereits ein neues Fahrwerk mit je vier kleineren Laufrollen.
Das Chassis war recht simpel konstruiert und zum Transport von drei Personen (Fahrer und zwei Mitfahrer) sowie zusätzlicher Nutzlast ausgelegt. Der Fahrersitz befand sich auf einer erhöhten Plattform in der Mitte des Fahrzeugs. Hier befanden sich auch das Lenkrad und die Bedienelemente. Die zwei Mitfahrer saßen direkt vor dem Fahrer auf separaten Sitzen und waren durch einen kleinen Metallschild geschützt. Im Heck befand sich der Motor, der 20 PS (15 kW) bei 1400/min leistete. Vom Motor wurde das Drehmoment über ein Vierganggetriebe übertragen. Das Fahrzeug hatte mechanisch betätigte Bremsen.
Angetrieben wurde das Fahrzeug von einem Vierzylinderottomotor des Typs Daimler FB 12/20 mit einer Leistung von 20 PS (15 kW) bei 1400/min. Die Höchstgeschwindigkeit mit Rädern und auf der Straße betrug 45–50 km/h. Mit Kettenantrieb erreichte der ADMK lediglich 17 km/h. Je nach Betrieb hatte der ADMK einen Wenderadius von 8,4 m (Räder) bis 2,1 m (Kette). Beim Kettenantrieb wurde dabei eine Seite abgebremst, während die andere Seite weiter lief. Die Reichweite auf der Straße betrug maximal 200 km. In einigen Quellen wird auch 450 km erwähnt, was jedoch bei einem Tankinhalt von 39 Litern nicht möglich war. Im Gelände konnte der ADMK 110 km weit fahren.
Um auf Kettenbetrieb umschalten zu können, wurden die Vorderräder mit Hilfe eines kettengetriebenen Hebels hochgedreht. Danach konnten sie abgenommen werden und wurden im Heck des Fahrzeugs transportiert. Die Hinterräder wurden dann durch das Absenken des Raupenlaufwerks auf die Straße angehoben und konnten dann entfernt und ebenfalls im Heck verstaut werden.

## Einsatz

### ADMK in der Wehrmacht
Nach dem Anschluss Österreichs am 12. März 1938 übernahm die Wehrmacht alle verfügbaren Fahrzeuge vom Typ ADMK. Auf Wunsch der deutschen Befehlshabers des Heeres wurden 1940 einige Änderungen vorgenommen. Hierbei wurde die zweiteilige Wanne mit hohen Seitenwänden und vier Türen ausgerüstet. Dadurch konnten nun sechs Soldaten und ein Fahrer befördert werden. Das neu geschaffene hintere Teil wurde auch als Fünf-Mann-Bad bezeichnet. Hier sollten der Fahrer und vier Kanoniere Platz finden. Zwei weitere Soldaten saßen rechts und links leicht vor dem Fahrer. Die Nutzlast hatte sich nun auf 570 kg angehoben. Bei der Umstellung auf Kettenantrieb wurden die Vorderräder nicht mehr am Heck, sondern an Halterungen direkt vorn angebracht.
Die Bezeichnung dieser Ausführung lautete ADMK/WARK (Austro-Daimler Motor-Karrette/Wehrmacht-Aufbau Räder-Kettenantrieb). Die meisten Fahrzeuge wurden bei der Gebirgstruppe als Artilleriezugmaschinen eingesetzt, für zum Beispiel die 4,7-cm-Pak Böhler oder das 7,5-cm-Gebirgsgeschütz 36. 1940 wurden einige Fahrzeuge in Scheveningen (Niederlande) während einer Übung eingesetzt.  Auch in Norwegen wurden mehrere ADMK/WARK von den Gebirgsjägern genutzt.
Eine weitere Version des ADMK/WARK hatte vier Türen einen geschlossenen Aufbau, allerdings kein Dach. Auch hier konnten sechs Mann plus Fahrer befördert werden.

## Verbleib
Ein einziger ADMK wurde in Brasilien gefunden.